# Liste des formations géologiques de (2867) Šteins

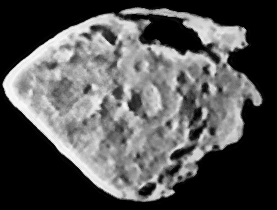
(2867) Šteins par Rosetta.

On trouvera ci-dessous une liste des formations géologiques de (2867) Šteins ayant reçu un nom officiel. Elles ont été révélées par la sonde Rosetta.
Les thèmes utilisés pour les caractéristiques de surface de Šteins sont les suivants :
- cratères : gemmes ;
- région : découvreur de (2867) Šteins ;
- autres : lieux associés aux gemmes.

Au 16 octobre 2015, 23 cratères et une région ont été baptisés.
Le système de coordonnées va de 0  à   360 degrés en se déplaçant vers l'est.
| Nom            | Type    | Diamètre | Latitude du centre | Longitude du centre | Date d'approbation du nom | Origine du nom    |
| -------------- | ------- | -------- | ------------------ | ------------------- | ------------------------- | ----------------- |
| Agate          | Cratère | 0.5      | 57.6               | 1.8                 | 9 mai 2012                | Agate             |
| Alexandrite    | Cratère | 0.31     | -7                 | 20.7                | 9 mai 2012                | Alexandrite       |
| Almandine      | Cratère | 0.52     | 29.5               | 53.8                | 9 mai 2012                | Almandin          |
| Amazonite      | Cratère | 0.47     | 9.6                | 75.6                | 9 mai 2012                | Amazonite         |
| Amethyst       | Cratère | 0.45     | 28.9               | 343.2               | 9 mai 2012                | Améthyste         |
| Aquamarine     | Cratère | 0.37     | 7.2                | 120.3               | 9 mai 2012                | Aigue-marine      |
| Chernykh Regio | Région  | 7.5      | -20                | 60                  | 9 mai 2012                | Nikolaï Tchernykh |
| Chrysoberyl    | Cratère | 1.55     | -2                 | 29.6                | 9 mai 2012                | Chrysobéryl       |
| Citrine        | Cratère | 0.61     | 13.7               | 340.6               | 9 mai 2012                | Citrine           |
| Diamond        | Cratère | 2.1      | -54.6              | 13.4                | 9 mai 2012                | Diamant           |
| Emerald        | Cratère | 0.52     | -3.9               | 139.3               | 9 mai 2012                | Émeraude          |
| Garnet         | Cratère | 0.39     | -8.6               | 338.3               | 9 mai 2012                | Grenat            |
| Jade           | Cratère | 0.26     | -18                | 335.3               | 9 mai 2012                | Jade              |
| Lapis          | Cratère | 0.44     | -31.5              | 329.7               | 9 mai 2012                | Lapis-lazuli      |
| Malachite      | Cratère | 0.47     | 11.8               | 49.9                | 9 mai 2012                | Malachite         |
| Obsidian       | Cratère | 0.51     | -10.6              | 43.6                | 9 mai 2012                | Obsidienne        |
| Onyx           | Cratère | 1        | 10.9               | 8.9                 | 9 mai 2012                | Onyx              |
| Opal           | Cratère | 0.4      | 1.1                | 337.8               | 9 mai 2012                | Opale             |
| Peridot        | Cratère | 0.27     | -25.1              | 336                 | 9 mai 2012                | Péridot           |
| Sapphire       | Cratère | 0.6      | -31.3              | 31.3                | 9 mai 2012                | Saphir            |
| Topaz          | Cratère | 0.65     | -7.7               | 0                   | 9 mai 2012                | Topaze            |
| Tourmaline     | Cratère | 0.22     | -20.9              | 347.6               | 9 mai 2012                | Tourmaline        |
| Turquoise      | Cratère | 0.47     | -31.6              | 113.4               | 9 mai 2012                | Turquoise         |
| Zircon         | Cratère | 1.77     | -13.5              | 335                 | 9 mai 2012                | Zircon            |